# Lai Nguyên
Lai Nguyên (chữ Hán giản thể: 涞源县, âm Hán Việt: Lai Nguyên huyện) là một huyện thuộc địa cấp thị Bảo Định, tỉnh Hà Bắc, Cộng hòa Nhân dân Trung Hoa. Huyện này có diện tích 2430 ki-lô-mét vuông, dân số 260.000 người. Mã số bưu chính của Lai Nguyên là 074300. Chính quyền huyện đóng ở trấn Lai Nguyên. Về mặt hành chính, huyện Lai Nguyên được chia thành 6 trấn, 11 hương. 
- Trấn: Lai Nguyên, Ngân Phường, Tẩu Mã, Thủy Bảo, Vương An, Dương Gia Trang.
- Hương: Hạ Bắc Đầu, Nam Đồn, Bắc Thạch Phật, Đông Đoàn Bảo, Thượng Trang, Lưu Gia Trang, Nam Mã Trang, Kim Gia Tỉnh, Yên Môi Động, Tháp Nhai Dịch, Ô Mã Câu.